# Прежешть (Меджирешть, Бакеу)
Прежешть, Прежешті (рум. Prăjești) — село у повіті Бакеу в Румунії. Входить до складу комуни Меджирешть.
Село розташоване на відстані 232 км на північ від Бухареста, 31 км на захід від Бакеу, 108 км на південний захід від Ясс, 117 км на північний схід від Брашова.

## Населення
За даними перепису населення 2002 року у селі проживали 666 осіб, усі — румуни. Рідною мовою 665 осіб (99,8%) назвали румунську.